# Parc arqueològic de Champaner-Pavagadh
El Parc Arqueològic de Champaner-Pavagadh és un lloc declarat per la Unesco com Patrimoni de la Humanitat, situat al Districte de Panchmahal, estat de Gujarat, Índia. Va ser inscrit l'any 2004, abastant una àrea de protecció d'1.328,89 ha i una àrea de respecte de 2.911,74 ha.
Existeix en el lloc una gran concentració d'elements de diverses cultures, en gran part sense excavar les restes arqueològiques i històriques, en un paisatge impressionant. S'inclouen des de vestigis de l'Edat del Coure (calcolític), una fortalesa en el pujol d'una primerenca capital hindú, i les restes de la capital de l'estat de Guyarat, del segle XVI. El lloc també inclou, entre altres restes, fortaleses, palaus, edificis religiosos, residencials, estructures agrícoles i instal·lacions d'aigua, des dels segles viii al XIV.
Hi ha onze diferents tipus d'edificis en Champaner-Pavagadh, incloent mesquites, temples, graners, tombes, pous, murs i terrasses. Els monuments estan situats al peu del turó i al voltant de Pavagadh. El Heritage Trust of Baroda llista un total de 114 monuments a la zona, dels quals només 39 monuments són mantinguts pel Servei Arqueològic de l'Índia, a causa de la limitació de fons econòmics. El Forest Departament (Departament Forestal) posseeix el 94% de la terra aquí, mentre que els fideïcomisos de temples i altres establiments proporcionen les instal·lacions per a allotjament i menjar als pelegrins i turistes. A la banda sud, també es poden veure a prop dels peus del turó, algunes cases en ruïnes i els fonaments dels temples de Jain.
El Temple de Kalikamata sobre el cim del pujol Pavagadh, és un important lloc sant, atraient a multitud de pelegrins al llarg de l'any. El lloc és l'únic complet anterior a l'Imperi Mogol no alterat pel islam.

## Galeria d'imatges

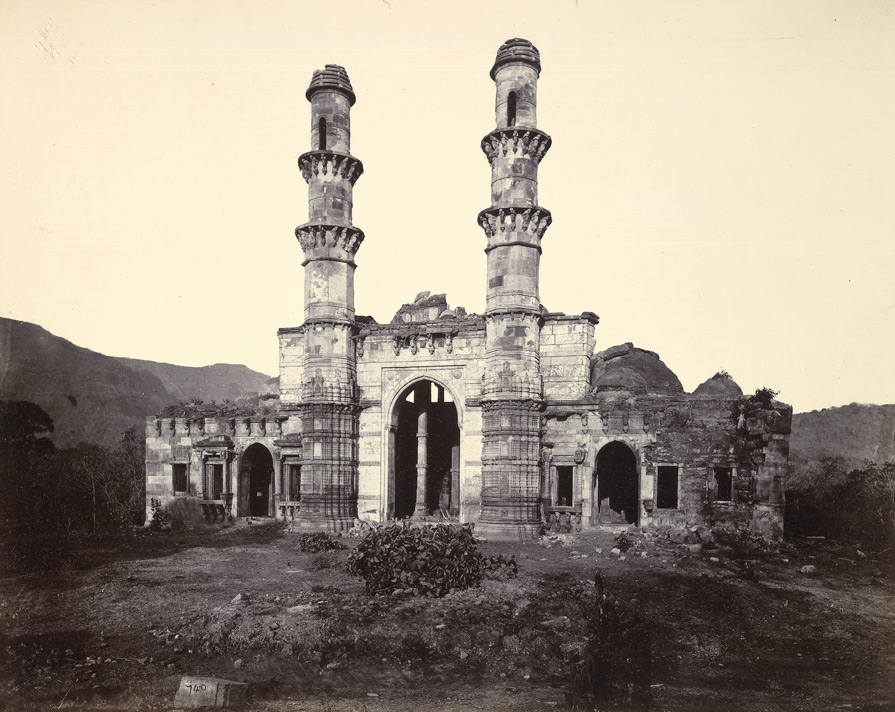
Vista de Nagina Masjid, (1885)
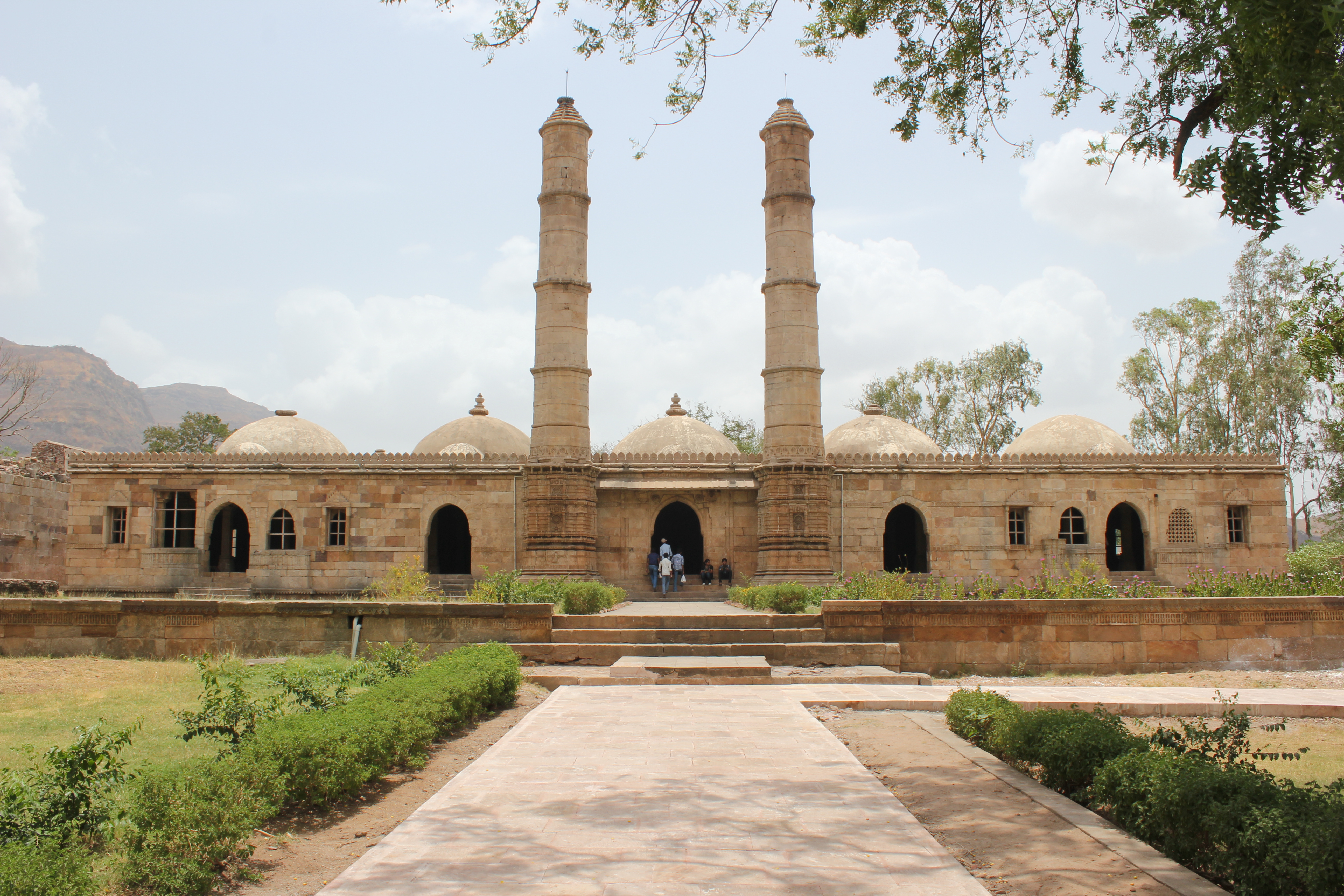
Sahar ki Masjid
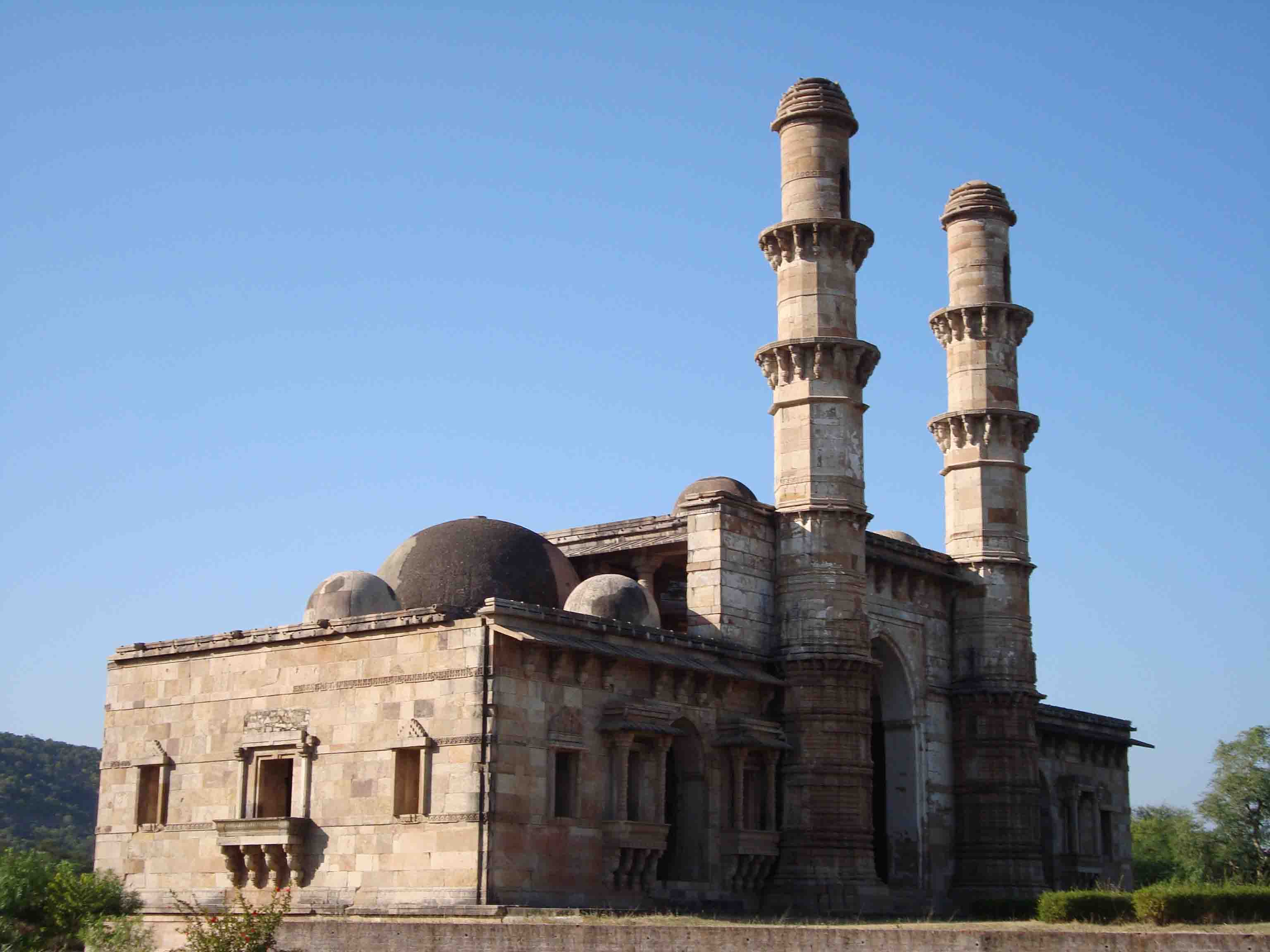
Kevada Masjid
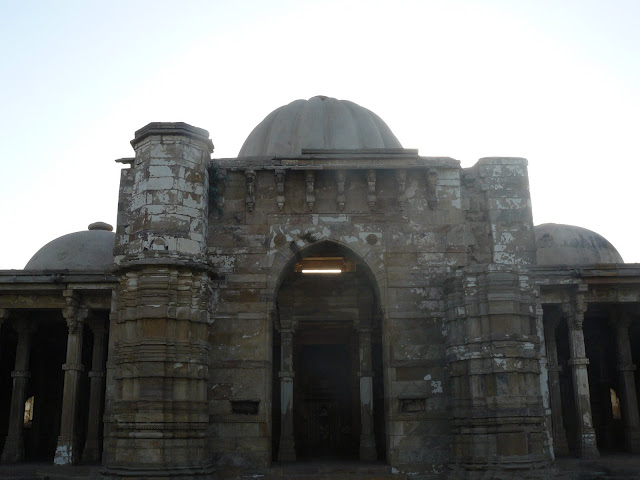
Lili Gumbaz Masjid
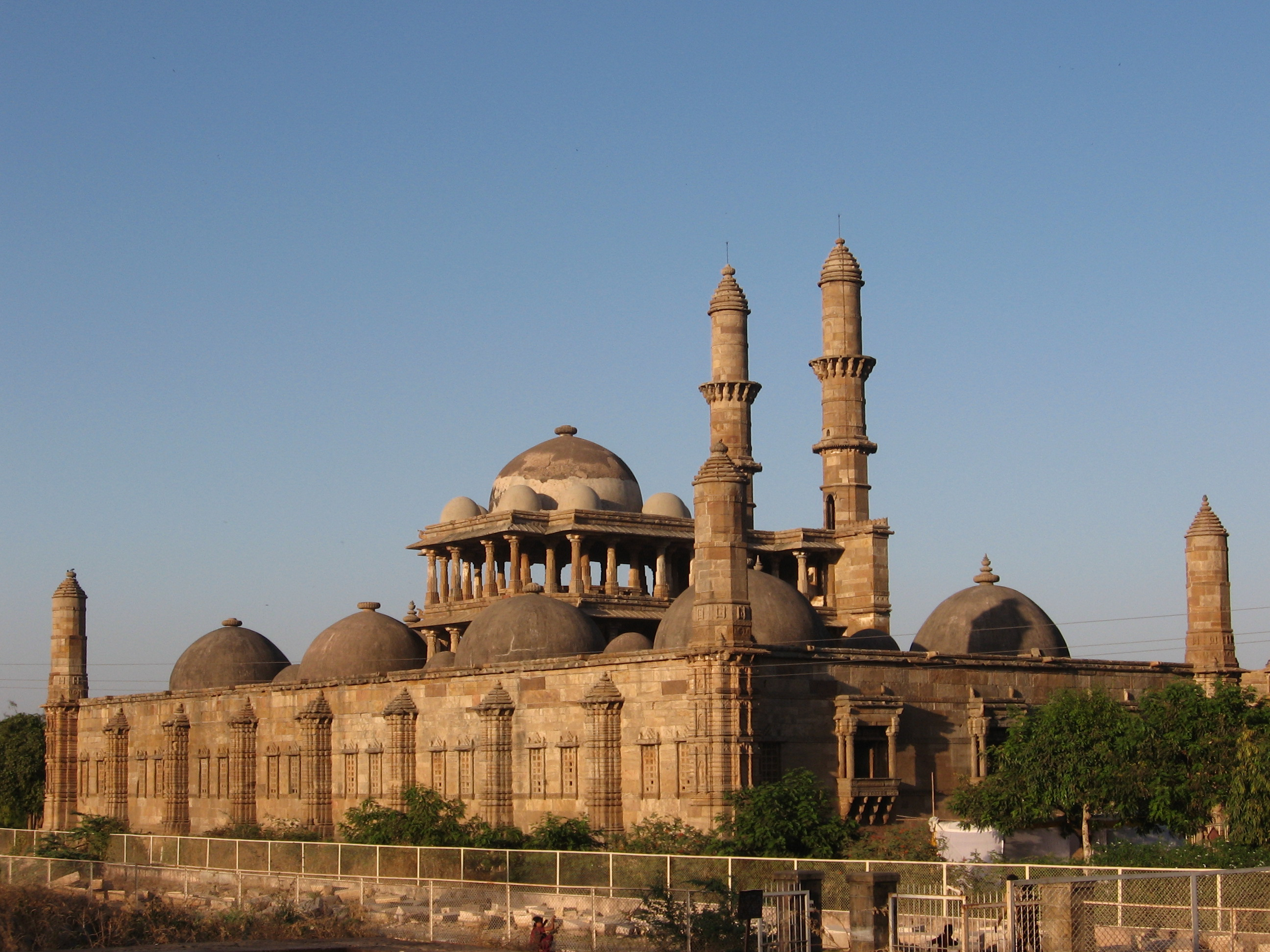
Jama masjid
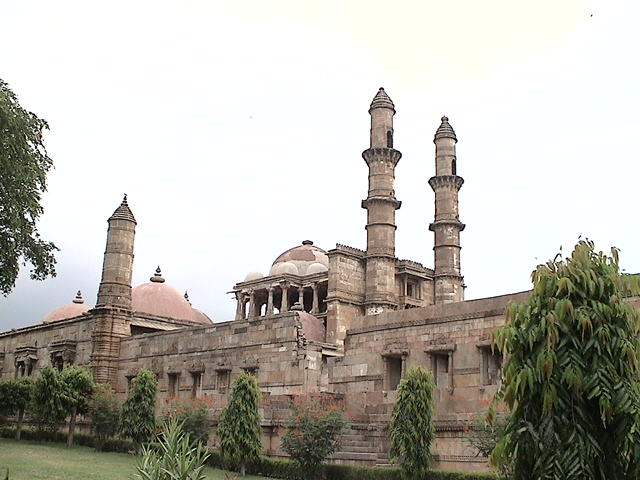
Jama masjid
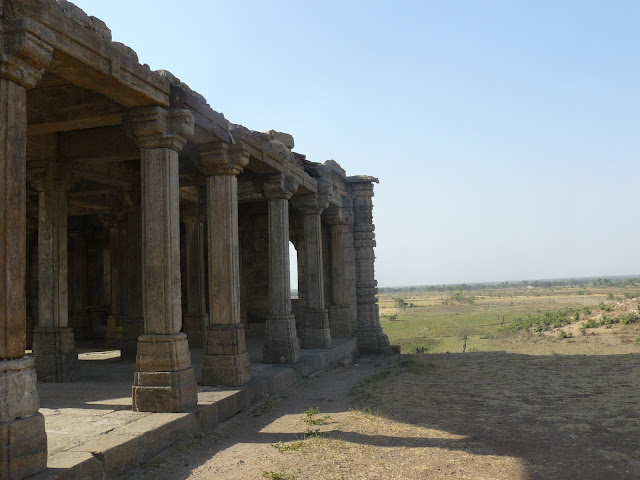
Kabutarkhana
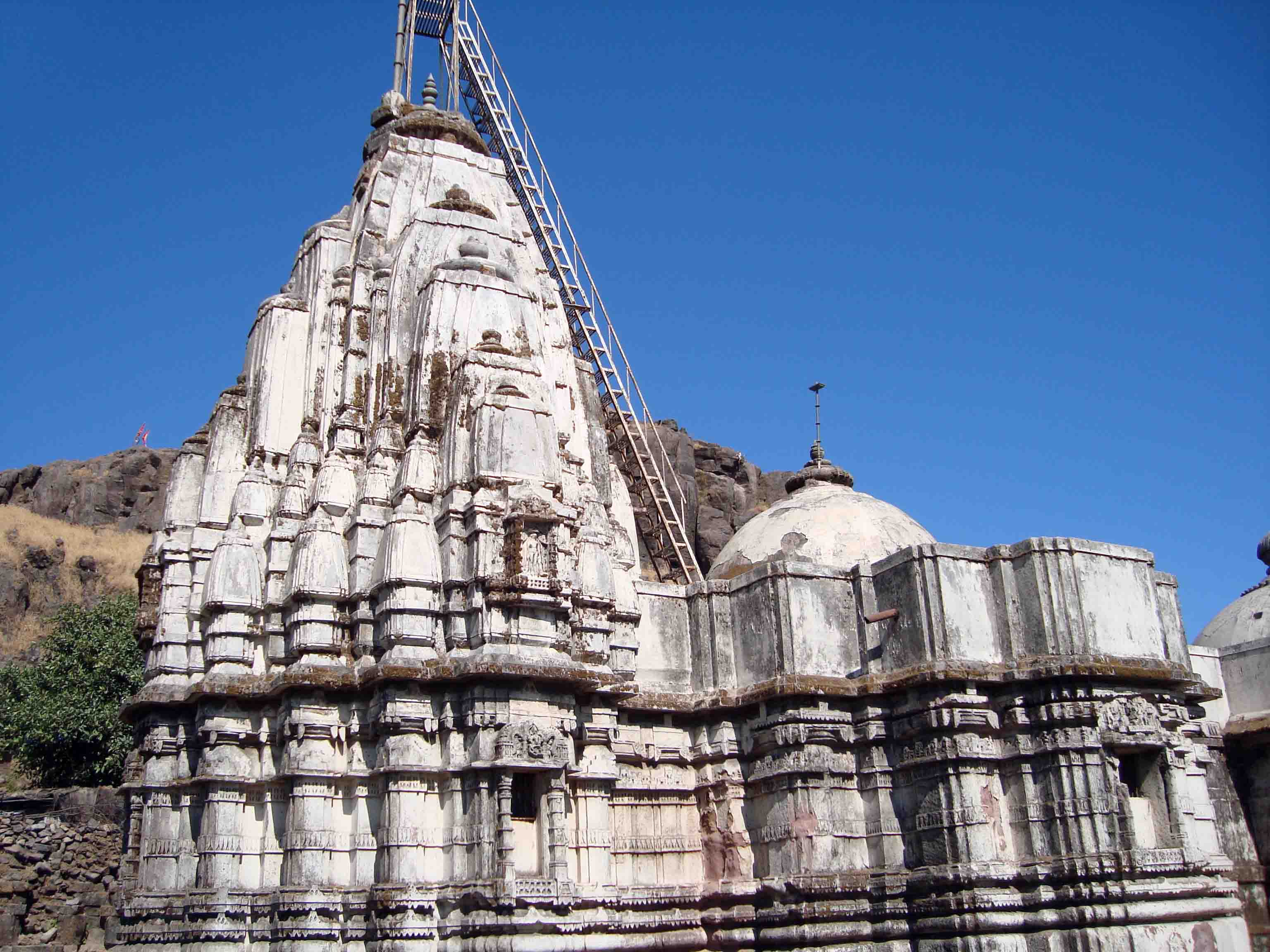
Temple al Pavagadh
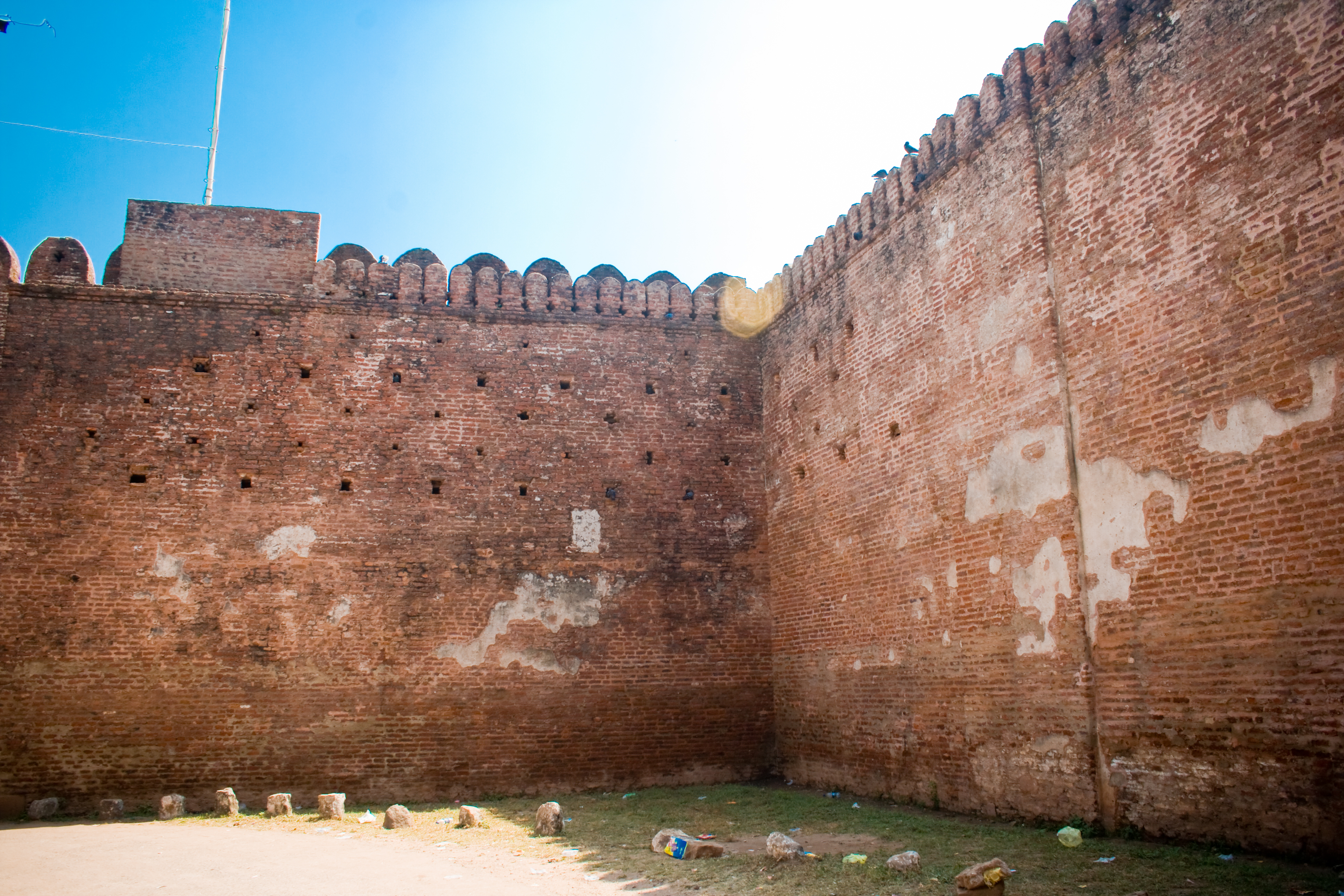
Murs de la ciutadella
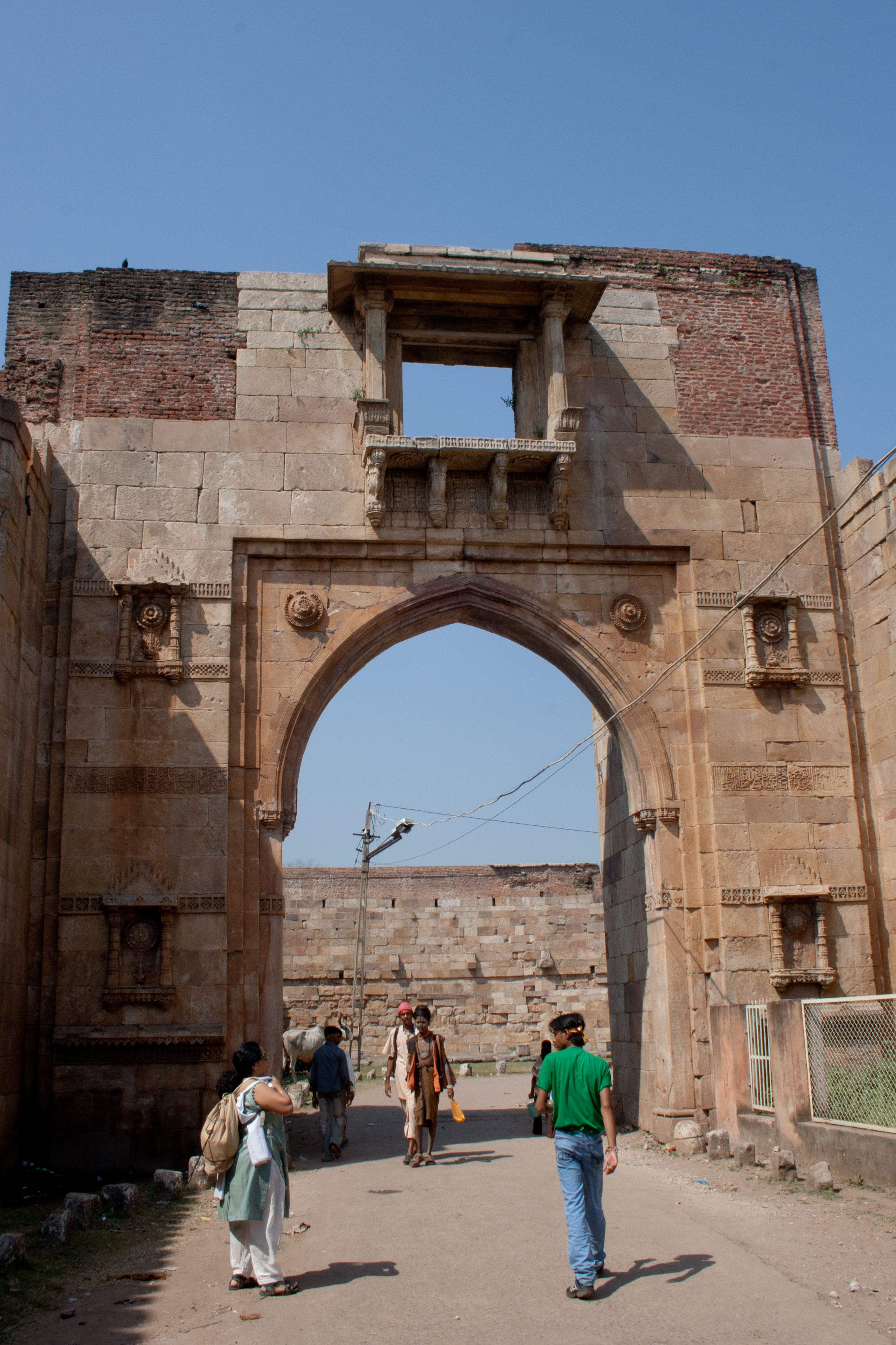
Portalada est
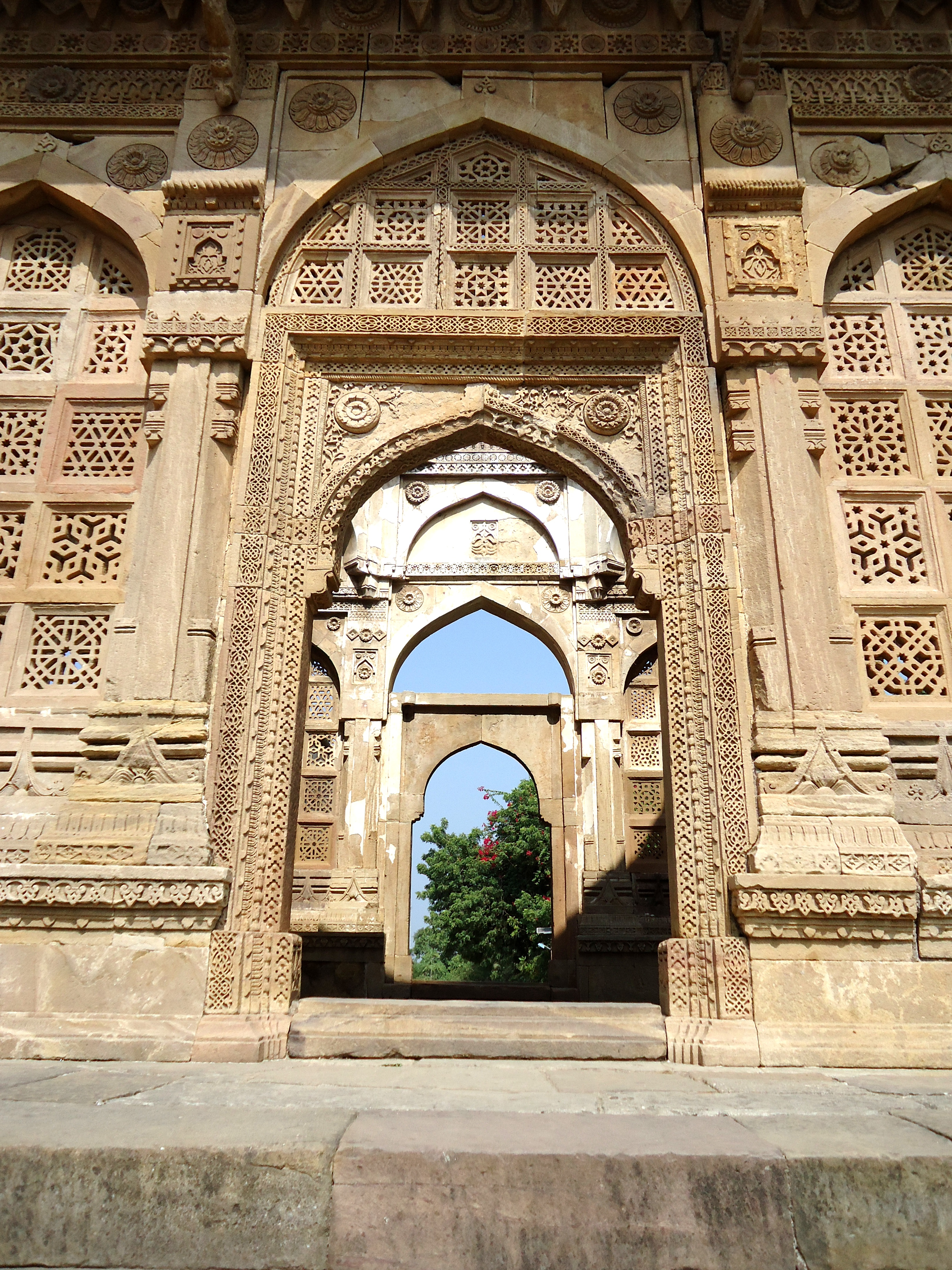
Portes de Champaner
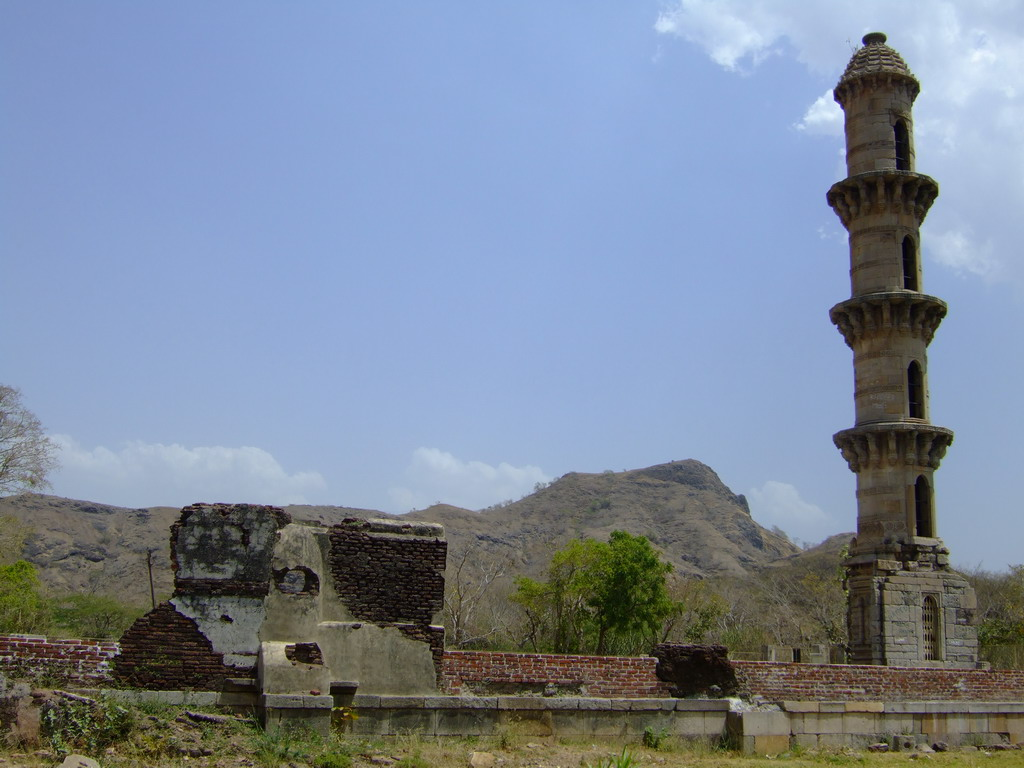
Ek Minar ki Masjid